# Conception Bay (Namibia)
Conception Bay (historisch deutsch Empfängnisbucht bzw. Empfängnis Bucht)  ist eine Meeresbucht an der Südatlantikküste im Westen von Namibia, rund 90 Kilometer südlich der Walfischbucht. Sie ist mittlerweile stark von Verlandung betroffen, bot aber schon während der deutschen Kolonialzeit keinen geeigneten Hafen.

## Wracks

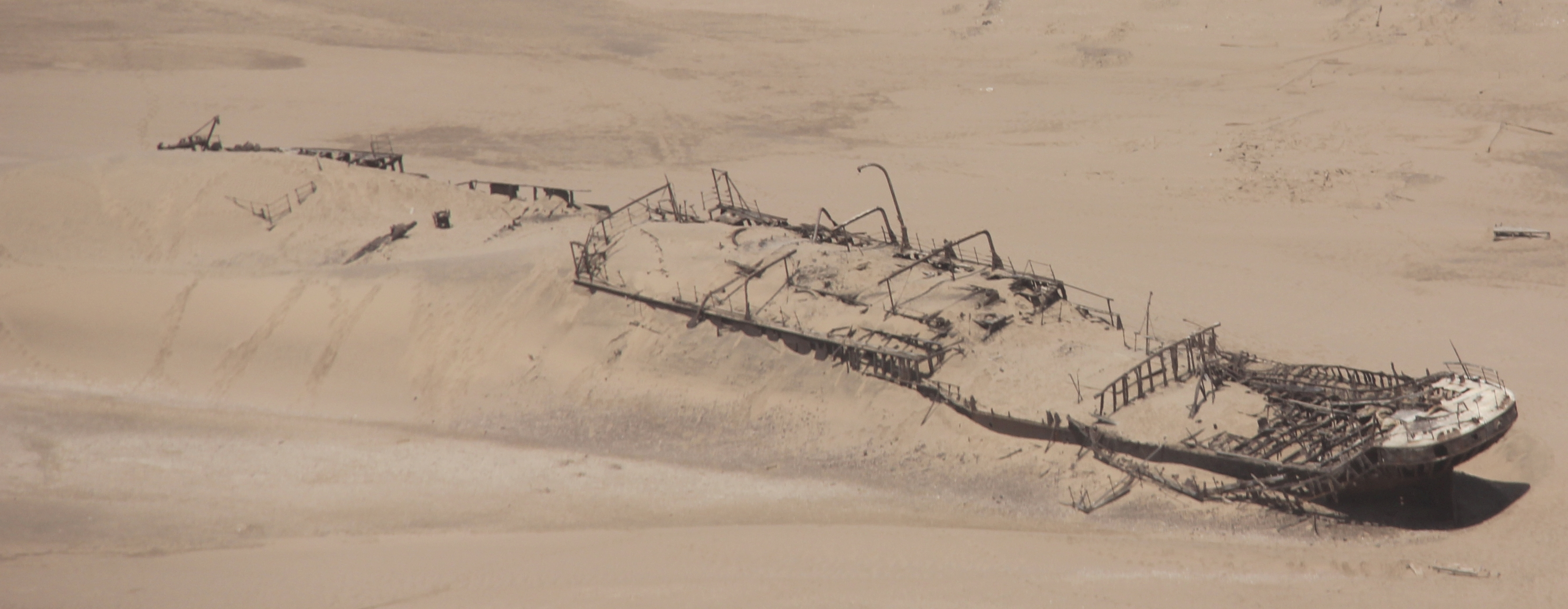
Das Wrack der Eduard Bohlen

Am 5. September 1909 lief die seit 1903 auf der Linie von Deutsch-Südwestafrika nach Kapstadt eingesetzte Eduard Bohlen im Nebel in der Conception Bay auf Grund. Durch die Verlandung befindet sich das Wrack mittlerweile durchschnittlich 500 Meter vom Meer entfernt in der Namib und ist ein beliebtes Ziel für Touristen.
Am 30. Juli 1926 strandete das britische Frachtschiff Cawdor Castle in der Conception Bay, brach in der Folge auseinander und musste im September schließlich aufgegeben werden.